# 가지카와 다쿠야
가지카와 다쿠야(일본어: 家治川 卓也, 1976년 12월 14일 ~ )는 일본의 축구 선수이다.

## 국가대표팀 경력
그는 1993년 FIFA U-17 세계 축구 선수권 대회에 참가할 일본 U-17 국가대표팀에 발탁되었다.